# 第57回全国高等学校野球選手権大会
第57回全国高等学校野球選手権大会（だい57かいぜんこくこうとうがっこうやきゅうせんしゅけんたいかい）は、1975年8月8日から8月24日まで阪神甲子園球場で行われた全国高等学校野球選手権大会である。

## 概要
この年も2年連続で地区割再編を実施し、西関東・三岐・東中国・西中国・南九州の各地区大会が廃止され、それに伴い埼玉・栃木・岐阜・三重・岡山・山口・宮崎・沖縄が1県1校の代表となった。そして北関東大会は群馬と山梨に再編され、新たに鳥取と島根が山陰大会を組むことになった。
この年は、台風5号と6号の影響による記録的な長雨が影響し、後述のとおり大会期間中5日間雨天順延（3日連続と2日連続の中止）が発生し、甲子園を主本拠地とする阪神タイガースの日程にまで影響を及ぼした。

## 日程
- 8月6日 - 組み合わせ抽選会。
- 8月8日 - 開会式。
- 8月16日・17日・18日・22日・23日は雨天中止。
- 8月24日 - 決勝戦が行われ習志野が1967年（第49回）以来8年ぶり2回目の優勝。閉会式。

## 代表校
| 地方大会 | 代表校     | 出場回数       |
| -------- | ---------- | -------------- |
| 北北海道 | 旭川竜谷   | 3年連続3回目   |
| 南北海道 | 北海道日大 | 初出場         |
| 岩手     | 盛岡商     | 23年ぶり3回目  |
| 奥羽     | 秋田商     | 5年ぶり7回目   |
| 東北     | 仙台育英   | 2年ぶり4回目   |
| 福島     | 磐城       | 4年ぶり5回目   |
| 茨城     | 竜ヶ崎一   | 9年ぶり7回目   |
| 栃木     | 足利学園   | 初出場         |
| 埼玉     | 上尾       | 2年連続2回目   |
| 北関東   | 巨摩       | 初出場         |
| 千葉     | 習志野     | 3年ぶり4回目   |
| 東東京   | 早稲田実   | 15年ぶり20回目 |
| 西東京   | 堀越       | 8年ぶり2回目   |
| 神奈川   | 東海大相模 | 2年連続5回目   |
| 長野     | 松商学園   | 6年ぶり20回目  |
| 新潟     | 新潟商     | 7年ぶり7回目   |
| 北陸     | 金沢桜丘   | 5年ぶり4回目   |
| 福滋     | 三国       | 2年連続3回目   |
| 静岡     | 浜松商     | 8年ぶり4回目   |

| 地方大会 | 代表校   | 出場回数      |
| -------- | -------- | ------------- |
| 愛知     | 国府     | 初出場        |
| 岐阜     | 中京商   | 3年連続3回目  |
| 三重     | 三重     | 2年ぶり5回目  |
| 京都     | 桂       | 初出場        |
| 紀和     | 天理     | 2年ぶり6回目  |
| 大阪     | 興国     | 7年ぶり2回目  |
| 兵庫     | 洲本     | 初出場        |
| 岡山     | 岡山東商 | 2年ぶり8回目  |
| 広島     | 広島商   | 2年ぶり13回目 |
| 山陰     | 江の川   | 初出場        |
| 山口     | 柳井商   | 23年ぶり2回目 |
| 北四国   | 新居浜商 | 初出場        |
| 南四国   | 土佐     | 8年ぶり3回目  |
| 福岡     | 小倉南   | 初出場        |
| 西九州   | 諫早     | 初出場        |
| 中九州   | 九州学院 | 12年ぶり2回目 |
| 宮崎     | 日南     | 初出場        |
| 鹿児島   | 鹿児島商 | 3年ぶり10回目 |
| 沖縄     | 石川     | 初出場        |

## 試合結果

### 1回戦
| 試合日 | 試合順  | 勝利   | スコア | 敗戦     |
| ------ | ------- | ------ | ------ | -------- |
| 8月8日 | 第1試合 | 日南   | 5 - 4  | 岡山東商 |
| 8月8日 | 第2試合 | 興国   | 4 - 3  | 仙台育英 |
| 8月8日 | 第3試合 | 石川   | 4 - 3  | 新潟商   |
| 8月9日 | 第1試合 | 柳井商 | 1 - 0  | 国府     |
| 8月9日 | 第2試合 | 中京商 | 5 - 0  | 早稲田実 |
| 8月9日 | 第3試合 | 浜松商 | 8 - 4  | 竜ヶ崎一 |

### 2回戦
| 試合日  | 試合順  | 勝利       | スコア | 敗戦       | 備考     |
| ------- | ------- | ---------- | ------ | ---------- | -------- |
| 8月9日  | 第4試合 | 新居浜商   | 3 - 1  | 九州学院   |          |
| 8月10日 | 第1試合 | 三国       | 6 - 0  | 江の川     |          |
| 8月10日 | 第2試合 | 三重       | 3 - 1  | 巨摩       |          |
| 8月10日 | 第3試合 | 土佐       | 8 - 1  | 桂         |          |
| 8月10日 | 第4試合 | 金沢桜丘   | 6x - 5 | 北海道日大 | 延長10回 |
| 8月11日 | 第1試合 | 上尾       | 5x - 4 | 小倉南     | 延長10回 |
| 8月11日 | 第2試合 | 足利学園   | 1 - 0  | 鹿児島商   |          |
| 8月11日 | 第3試合 | 広島商     | 11 - 0 | 盛岡商     |          |
| 8月11日 | 第4試合 | 東海大相模 | 5 - 3  | 松商学園   |          |
| 8月12日 | 第1試合 | 磐城       | 4 - 1  | 諫早       |          |
| 8月12日 | 第2試合 | 秋田商     | 9 - 0  | 洲本       |          |
| 8月12日 | 第3試合 | 天理       | 9 - 0  | 堀越       |          |
| 8月13日 | 第1試合 | 習志野     | 8 - 5  | 旭川竜谷   |          |
| 8月13日 | 第2試合 | 浜松商     | 6x - 5 | 石川       |          |
| 8月13日 | 第3試合 | 日南       | 5 - 4  | 興国       |          |
| 8月14日 | 第1試合 | 中京商     | 7 - 2  | 柳井商     |          |

### 3回戦
| 試合日  | 試合順  | 勝利       | スコア | 敗戦     |
| ------- | ------- | ---------- | ------ | -------- |
| 8月14日 | 第2試合 | 東海大相模 | 7 - 3  | 三重     |
| 8月14日 | 第3試合 | 広島商     | 5 - 1  | 日南     |
| 8月15日 | 第1試合 | 新居浜商   | 1 - 0  | 三国     |
| 8月15日 | 第2試合 | 習志野     | 2 - 0  | 足利学園 |
| 8月15日 | 第3試合 | 上尾       | 4 - 3  | 土佐     |
| 8月19日 | 第1試合 | 中京商     | 7 - 1  | 金沢桜丘 |
| 8月19日 | 第2試合 | 磐城       | 3 - 2  | 秋田商   |
| 8月19日 | 第3試合 | 天理       | 9 - 2  | 浜松商   |

### 準々決勝
| 試合日  | 試合順  | 勝利     | スコア | 敗戦       |
| ------- | ------- | -------- | ------ | ---------- |
| 8月20日 | 第1試合 | 新居浜商 | 5 - 1  | 天理       |
| 8月20日 | 第2試合 | 上尾     | 5 - 4  | 東海大相模 |
| 8月20日 | 第3試合 | 広島商   | 3 - 0  | 中京商     |
| 8月20日 | 第4試合 | 習志野   | 16 - 0 | 磐城       |

### 準決勝
| 試合日  | 試合順  | 勝利     | スコア | 敗戦   |
| ------- | ------- | -------- | ------ | ------ |
| 8月21日 | 第1試合 | 習志野   | 4 - 0  | 広島商 |
| 8月21日 | 第2試合 | 新居浜商 | 6 - 5  | 上尾   |

### 決勝
|          | 1 | 2 | 3 | 4 | 5 | 6 | 7 | 8 | 9  | R | H  | E |
| -------- | - | - | - | - | - | - | - | - | -- | - | -- | - |
| 新居浜商 | 0 | 1 | 0 | 2 | 0 | 0 | 1 | 0 | 0  | 4 | 10 | 2 |
| 習志野   | 0 | 0 | 0 | 0 | 4 | 0 | 0 | 0 | 1x | 5 | 13 | 2 |

1. （新）：村上 - 続木
2. （習）：小川 - 神子
3. 審判
［球審］郷司
［塁審］山川・三宅・元橋
4. 試合時間：2時間46分

| 新居浜商 | 新居浜商 | 新居浜商        |
| 打順     | 守備     | 選手            |
| -------- | -------- | --------------- |
| 1        | [中]     | 野口泰敬（3年） |
| 2        | [二]     | 大麻裕一（2年） |
| 3        | [投]     | 村上博昭（3年） |
| 4        | [捕]     | 続木敏之（2年） |
| 5        | [右]     | 竹場和範（3年） |
| 6        | [一]     | 岡本敏博（2年） |
|          | 一       | 片岡大蔵（3年） |
| 7        | [三]     | 山内正（2年）   |
|          | 走       | 加藤浩通（3年） |
|          | 三       | 青野泰昌（3年） |
| 8        | [左]     | 秋月健一（3年） |
| 9        | [遊]     | 近藤正人（3年） |

| 習志野 | 習志野 | 習志野          |
| 打順   | 守備   | 選手            |
| ------ | ------ | --------------- |
| 1      | [二]   | 福田弘俊（3年） |
| 2      | [右]   | 越智修一（3年） |
| 3      | [中]   | 楠田康則（2年） |
| 4      | [左]   | 岩崎勝己（2年） |
| 5      | [投]   | 小川淳司（3年） |
| 6      | [遊]   | 下山田清（2年） |
| 7      | [一]   | 菱木大功（3年） |
| 8      | [捕]   | 神子文之（3年） |
| 9      | [三]   | 小林重信（3年） |

## 大会本塁打
1回戦
- 第1号：清水信英（興国）

2回戦
- 第2号：玉川寿（土佐）
- 第3号：原利行（北海道日大）
- 第4号：中村昭（上尾）
- 第5号：塚原修（上尾）
- 第6号：津末英明（東海大相模）
- 第7号：中尾保（天理）
- 第8号：籠谷啓史（天理）
- 第9号：神子文之（習志野）
- 第10号：高林基久（浜松商）[注釈 1]
- 第11号：豊平晋一（中京商）

3回戦
- 第12号：佐藤功（東海大相模）
- 第13号：福島正治（広島商）

準決勝
- 第14号：中村昭（上尾）
- 第15号：竹場和範（新居浜商）

## 記録
| 記録         | 選手名         | 対戦校    | 補足          |
| ------------ | -------------- | --------- | ------------- |
| サイクル安打 | 玉川寿（土佐） | 2回戦・桂 | 大会史上2人目 |

## その他の主な出場選手
- 武藤一邦（秋田商）
- 藤倉一雅（足利学園）
- 有賀佳弘（早稲田実）
- 原辰徳（東海大相模）
- 岡部憲章（東海大相模）
- 村中秀人（東海大相模）
- 芦沢優（巨摩）
- 今岡均（中京商）

- 青山久人（国府）
- 市川和正（国府）
- 伊藤寿文（国府）
- 猪口明宏（天理）
- 福家雅明（天理）
- 鈴木康友（天理）
- 寺田良介（岡山東商）
- 谷真一（広島商）
- 糸数勝彦（石川）

## 阪神戦への影響
1975年8月23日、24日には甲子園球場でプロ野球の阪神タイガース対ヤクルトスワローズ戦が開催される予定だったが、記録的な長雨の影響で日程消化が遅れたため、高校野球優先を理由に雨天中止に準じた扱いとして予備日に振替開催された。